# Данијела Илић
Данијела Илић (рођена 20. августа 1970. године у Нишу) је некадашња југословенска и српска кошаркашица, а сада кошаркашки тренер. Играла је на позицији бека и била је члан Женске кошаркашке репрезентације Југославије.

## Клупска каријера
Кошарком је почела да се бави у родном Нишу.Играла је за локални тим Студент да би највећи успех направила са тимом који је наследио овај клуб, под именом Винер Брокер. У сезони 1992/93. су освојили национални куп и били надомак освајања националне титуле изгубивши у финалу од Црвене звезде.

## Репрезентативна каријера
Била је стандардан члан репрезентације Југославије на неколико такмичења. Освојила је две сребрне медаље на Светском првеснтву 1990. као и Европском 1991. године.

## Остало
Након завршетка играчке наставила је да ради у кошарци, била је тренер свог клуба у Нишу.
Има два сина Луку и Ивана који су фудбалери. Познати су по трансферу из Црвене звезде у Манчестер Сити.